# El misterioso señor Brown
El misterioso señor Brown (título original en inglés: The Secret Adversary) es una novela de ficción detectivesca de la escritora británica Agatha Christie, publicada originalmente en el Reino Unido en 1922 por la editorial The Bodley Head, y en la que aparecen por vez primera los personajes de Tommy y Tuppence Beresford. Fue traducida al español por primera vez por Edmundo González-Blanco en 1925.

## Argumento
La busca de unos documentos secretos, escritos durante la Primera Guerra Mundial, que fueron perdidos en el naufragio del Lusitania, da lugar a una lucha entre los servicios secretos británicos y una banda internacional que quiere utilizar los documentos como instrumento de la propaganda bolchevique. Pero en la vorágine de la guerra de espías aparecen dos jóvenes, Tommy y Tuppence, que están dispuestos a arriesgar sus vidas para revelar la identidad del dirigente de la banda: el misterioso Mr. Brown.

## Adaptación cinematográfica
El misterioso Señor Brown fue la segunda obra de Christie en ser adaptada cinematográficamente. La película, realizada en Alemania por la compañía Orplid Film, se lanzó en ese país el 15 de febrero de 1929 bajo el título Die Abenteurer G.m.b.H., una película muda que duró 76 minutos. Fue lanzado en el Reino Unido y Estados Unidos con el título Adventures Inc. Los nombres de los personajes del libro se cambiaron para la película.